# Diehlstadt, Missouri
Diehlstadt, Missouri (енгл. Diehlstadt) град је у америчкој савезној држави Мисури.

## Демографија
По попису из 2010. године број становника је 161, што је 2 (-1,2%) становника мање него 2000. године.
| Група             | 2000.       | 2010.       |
| Белци             | 158 (96,9%) | 159 (98,8%) |
| Афроамериканци    | 0 (0,0%)    | 0 (0,0%)    |
| Азијати           | 1 (0,6%)    | 0 (0,0%)    |
| Хиспаноамериканци | 4 (2,5%)    | 0 (0,0%)    |
| Укупно            | 163         | 161         |